# Злата Ідка
Злата Ідка (словац. Zlatá Idka) — село в окрузі Кошиці-околиця Кошицького краю Словаччини. Площа села 16,87 км². Станом на 31 грудня 2016 року в селі проживало 400 жителів.

## Історія
Перші згадки про село датуються 1349 роком.

## Населення
| Рік:            | 1994. | 2004.   | 2014.    | 2024.   |
| --------------- | ----- | ------- | -------- | ------- |
| Кількість осіб: | 358   | 345     | 399      | 432     |
| Різниця:        |       | -3,63 % | +15,65 % | +8,27 % |

| Рік:            | 2023. | 2024.   |
| --------------- | ----- | ------- |
| Кількість осіб: | 412   | 432     |
| Різниця:        |       | +4,85 % |